# بنتيلينيترازول
بنتيلين تترازول (بالإنجليزية: Pentylenetetrazol)‏ هو دواء كان يستخدم سابقًا منشطًا للدورة الدموية والجهاز التنفسي. تؤدي الجرعات العالية إلى التشنجات، كما اكتشف ذلك طبيب الأعصاب والطبيب النفسي المجري الأمريكي لاديسلاس ج. ميدونا [الإنجليزية] في عام 1934. وقد تم استخدامه في العلاج المتشنج، وتبين أنه فعال - في المقام الأول للاكتئاب - ولكن الآثار الجانبية مثل النوبات غير المنضبطة كان من الصعب علاجها. تجنب في عام 1939، تم استبدال البنتيلينتيترازول بالعلاج بالصدمات الكهربائية، وهو أسهل في العلاج، باعتباره الطريقة المفضلة لتحفيز النوبات في مستشفيات الأمراض العقلية في إنجلترا. وفي الولايات المتحدة، تم إلغاء موافقة إدارة الغذاء والدواء عليه في عام 1982. يتم استخدامه في إيطاليا كمنشط للقلب والجهاز التنفسي مع الكوديين في دواء مثبط للسعال.